# مسبح الأمانة
مسبح الأمانة هو مسبح عصري حكومي قديم في المحلة 929 في حي بابل بمنطقة الكرادة الشرقية ببغداد عاصمة العراق، ذو تصميم جيد، وبناء جميل، مطلّ على نهر دجلة في صَوب الرصافة، مساحته 1200 متر مربع، يستوعب 100 سابح، صمّمَ بناءَه المعماريُّ مدحت علي مظلوم سنة 1947، واكتمل بناؤه في فترة فائق شاكر حين كان أميناً لبغداد بين سنة 1946 و1948م، وقيل إن التصميم كان سنة 1954، وشُيّد قريباً منه كازينو اسمه امباسي، سُمّيت المحلّة المحيطة بالمسبح على اسمه وكانت منطقة راقية، تُسمى منطقة المسبح، وحي المسبح، وساحة المسبح، ويقال تقاطع المسبح للفلكة المرورية المؤدية إلى المسبح من شارع الكرادة خارج، وفي المنطقة نفسها مركز شرطة المسبح، ذُكر أن المسبح متوقف في سنة 2014.